# 화녀'82
"화녀 '82"는 한국에서 제작된 김기영 감독의 1982년 드라마, 범죄, 스릴러 영화이다. 전무송 등이 주연으로 출연하였고 김기영 등이 제작에 참여하였다.

## 출연
- 김지미
- 나영희
- 전무송
- 김해숙
- 여재하
- 김성겸
- 김원섭
- 조주미
- 이영호
- 박예숙

## 기타
- 조명: 차정남
- 녹음: 이재웅

## 같이 보기
- 화녀